# Divadlo za branou
Divadlo za branou bylo  pražské divadlo působící mezi roky 1965 a 1972, kdy jeho další existenci komunistická moc zakázala. Spoluzakladateli se stali režisér Otomar Krejča, dramaturgové Karel Kraus a Zdeněk Mahler, básník a dramatik Josef Topol, scénograf Jan Koblasa a herci Jan Tříska s Marií Tomášovou.
Po sametové revoluci na původní projekt navázalo obnovené Divadlo za branou II, které bylo v roce 1994 zrušeno Ministerstvem kultury České republiky.

## Historie
Otomar Krejča se v roce 1965 rozhodl odejít z Národního divadla mimo jiné pro nevyhovující koncepci skladby jeho programu a založit vlastní divadlo, kde by hrál obdobný repertoár. Herecká základna nově vzniklé scény tvořila 24 herců (16 mužů a 8 žen). Premiérovými tituly byly 23. listopadu 1965 Kočka na kolejích Josefa Topola a Maškary z Ostende Ghelderoda.
| „                                                    | Zprotivil se nám chod lhostejného divadelního stroje a připadá nám, že bychom se proviňovali na divadle i na sobě, kdybychom mu sloužili dál. Divadlo není stroj, ale ústrojí, organismus… | “ |
| — Divadelní program němohry Maškary z Ostende, 1965. | |   |

Originální ztvárnění zde získaly Čechovovy hry Tři sestry, Racek (jeho repríza 10. června 1972 byla posledním představením divadla) nebo Ivanov, hrány byly antické tragédie např. Král Oidipus či Antigona od Sofokla, stejně jako Mussetův Lorenzaccio. Několik zájezdů divadlo absolvovalo zejména po západní Evropě. Bylo zrušeno výměrem ministerstva kultury z 29. června 1972 s odůvodněním nevyhovujících bezpečnostně požárních podmínek sálu paláce Adria. Proti zákazu v roce 1972 protestovala řada umělců jako byli například Friedrich Dürrenmatt, Arthur Miller nebo Ingmar Bergman.
| „               | Divadlo za branou bylo ve své době nejslavnější české divadlo ve světě. | “ |
| — Vladimír Just |                                                                         |   |

Členy hereckého souboru tvořili Leopolda Dostalová, Marie Tomášová, Jan Tříska, Miloš Nedbal, Ladislav Boháč, Vlasta Chramostová, Milena Dvorská, Milan Riehs, Vladimír Matějček, Vladimír Menšík, Hana Maciuchová, Libuše Šafránková, Jiří Zahajský, Miroslav Moravec, Jan Hartl, Hana Pastejříková a jiní.
Divadlo sídlilo v prostorách Paláce Adria v Praze, jež sdílelo s Laternou magikou (v první etapě své existence do 1972) (nyní sídlo Divadla bez zábradlí).